# Гусаров Сергій Миколайович
Сергій Миколайович Гусаров (народився 24 березня 1953, м. Лозова Харківської області), народний депутат України V і VI скликань, доктор юридичних наук (2009), професор (2015), член-кореспондент Національної академії правових наук України, академік Інженерної академії України, заслужений юрист України, голова Координаційного бюро з проблем діяльності судових та правоохоронних органів відділення кримінально-правових наук Національної академії правових наук України, генерал-полковник міліції.

## Освіта і трудова діяльність
У 1972 році закінчив Харківський автотранспортний технікум, у 1980 році здобув вищу освіту в Харківському автодорожньому інституті  за спеціальністю «Автомобільний транспорт», у 1985 році — у Харківському юридичному інституті за спеціальністю «Правознавство».
Трудову діяльність розпочав слюсарем, працював майстром і старшим майстром Харківського АТП 27062. З 1972 по 1974 рік служив у лавах радянської армії, з 1974 по 1976 рік працював інженером військової частини № 97873.
Як працівник органів внутрішніх справ Сергій Миколайович понад 30 років свого життя присвятив охороні правопорядку, захисту прав і свобод громадян та інтересів суспільства, пройшов шлях від рядового до генерал-полковника міліції, від інспектора — до першого заступника міністра внутрішніх справ — начальника головного штабу. Зокрема:
- починав службу в Лозівському райвідділі міліції старшим інспектором;

- працював начальником Барвінківського районного відділу внутрішніх справ (1986—1993), під його керівництвом три роки поспіль колектив Барвінківського райвідділу внутрішніх справ визнавався найкращим у Харківській області;

- очолював управління Державної автомобільної інспекції Харківської області (1993—1997);

- був заступником начальника УМВС України в Харківській області (1997—1999);

- керував управлінням МВС України на Південній залізниці (1999—2000);

- працював першим заступником начальника Управління ДАІ МВС України (2000—2001);

- працював начальником управління МВС у Харківській області (2001—2003), у 2003 р. визнаний найкращим начальником УМВС серед областей України;

- перший заступник міністра внутрішніх справ України — начальник головного штабу (2003—2005);

- у 2006 р. був обраний народним депутатом України V скликання, працював головою підкомітету законодавчого забезпечення і парламентського контролю за діяльністю правоохоронних органів;

- у 2008—2010 рр. — ректор Академії управління МВС України;

- у 2010 р. обраний народним депутатом України VI скликання, першим заступником голови Комітету Верховної Ради України з питань правової політики;

- у 2012—2015 рр. — ректор Харківського національного університету внутрішніх справ[3].

## Громадська робота
Будучи депутатом Харківської обласної ради, Сергій Миколайович брав активну участь у розробці й реалізації програм розвитку соціальної сфери Харківської області, приділяючи особливу увагу розвитку території громад і потреб своїх виборців.
З метою соціального захисту ветеранів органів внутрішніх справ і родин працівників міліції, загиблих під час виконання службових обов'язків у боротьбі зі злочинністю, він ініціював створення соціального центру «Злагода» (м. Харків).
За час перебування на керівних посадах у харківській міліції організував будівництво навчального полігону для вдосконалення професійної підготовки працівників органів внутрішніх справ і житлових будинків для їхніх сімей, а також ініціював спорудження першого в Україні Меморіального комплексу з каплицею і встановлення пам'ятника загиблим працівникам міліції Харківщини. 
З ініціативи С. М. Гусарова встановлено меморіальні дошки генералам Л. І. Волощуку, І. І. Покусу, полковникам О. О. Бондарю та Л. Д. Чернецькому.
Як голова Харківської обласної федерації шахів активно сприяє розвитку шахового спорту в регіоні.

## Політична діяльність
Чотири рази (у 1994, 1998, 2002 та 2006 роках) С. М. Гусаров обирався депутатом Харківської обласної ради.
Народний депутат України V, VI скликань. У Верховній Раді України плідно займався законотворчою діяльністю з удосконалення законодавства у сфері правоохоронної діяльності. Працював головою підкомітету законодавчого забезпечення і парламентського контролю за діяльністю правоохоронних органів; першим заступником голови Комітету Верховної Ради України з питань правової політики.

## Наукова діяльність
З 2002 року — кандидат юридичних наук, з 2009 року — доктор юридичних наук. Спеціальність: 12.00.07 — адміністративне право і процес; фінансове право; інформаційне право, з 2015 року — професор.
Гусаров Сергій Миколайович — член-кореспондент Національної академії правових наук України по відділенню кримінально-правових наук, голова Координаційного бюро з проблем діяльності судових та правоохоронних органів відділення кримінально-правових наук Національної академії правових наук України, член спеціалізованої вченої ради Інституту законодавства Верховної Ради України із захисту кандидатських дисертацій за науковими спеціальностями: адміністративне право і процес, фінансове право, інформаційне право.
У 2012—2015 рр. С. М. Гусаров був головою спеціалізованої вченої ради Харківського національного університету внутрішніх справ Д 64.700.01 з правом прийняття до розгляду та проведення захистів дисертацій на здобуття наукового ступеня доктора юридичних наук за спеціальностями: 12.00.07 — адміністративне право і процес; фінансове право; інформаційне право; 12.00.09 — кримінальний процес та криміналістика; судова експертиза; оперативно-розшукова діяльність; зараз член цієї ж ради. З 2012 р. до 2015 р. головний редактор «Вісника Харківського національного університету внутрішніх справ».
С. М. Гусаров досліджує питання кримінального, адміністративного права, протидії злочинності та зміцнення правопорядку, управління державними органами. Автор і співавтор близько 20 законопроєктів, понад 100 наукових праць, серед яких: «Адміністративно-юрисдикційна діяльність органів внутрішніх справ України: навч. посібник»; «Оперативно-розшукова діяльність: Загальна частина: Підручник»; «Теорія та практика правоохоронної діяльності органів внутрішніх справ України: навчальний посібник»; «Адміністративне право України. Академічний курс: підруч.: У двох томах: Том 2. Особлива частина»; «Протидія злочинам у сфері земельних відносин: навч. посіб.»; «Вищий навчальний заклад МВС України: монографія»; «Законотворчість і законодавчий процес в Україні: монографія».

## Нагороди та почесні звання, відзнаки
- генерал-майор міліції (1999);

- генерал-лейтенант міліції (2001);

- генерал-полковник міліції (2004);

- заслужений юрист України (2001);

- лауреат премії «За розвиток науки, техніки і освіти» II ступеня.

Має високі нагороди:
- Президента України (ордени «За заслуги» III, II та І ступенів, відповідно 2003 р., 2011 р. та 2021 р.);

- Кабінету Міністрів України (почесна грамота, 2003 р.);

- Верховної Ради України (почесна грамота, 2008 р.);

- МВС України («За військову доблесть», «Лицарю звитяги», «Хрест слави», «Закон і честь», «За антисепаратистську діяльність») та інші відзнаки;

- Союзу юристів України («Видатний юрист України»)

Почесний громадянин м. Барвінкове, Почесний громадянин м. Харкова.

## Захоплення
У молоді роки — вільна боротьба, зараз — шахи та теніс. 20 років поспіль очолює Харківську обласну федерацію шахів, активно сприяє розвитку шахового спорту в регіоні.